# Jenna Fischer
Jenna Fischer, all'anagrafe Regina Marie Fischer (Fort Wayne, 7 marzo 1974), è un'attrice statunitense.

## Biografia
Nata nell'Indiana, figlia di Anne e Jim Fischer, è cresciuta a Saint Louis nel Missouri, dove frequenta la Nerinx Hall High School, in seguito studia Teatro alla Truman State University. Inizia la sua carriera ottenendo piccole apparizioni in serie tv, come Spin City, Squadra Med - Il coraggio delle donne, Le cose che amo di te, Cold Case - Delitti irrisolti e Six Feet Under, lavorando nel frattempo come segretaria a Los Angeles. Nel 2004 scrive e dirige il mockumentary LolliLove, che vede tra i protagonisti l'allora marito James Gunn. Successivamente recita nel film I segreti per farla innamorare e ottiene un piccolo ruolo nella commedia 40 anni vergine.
A partire dal 2005, Jenna Fischer veste i panni della segretaria Pam Beesly, uno dei personaggi principali di The Office, ovvero la riedizione statunitense dell'omonimo show ideato da Ricky Gervais. L'attrice reciterà in quel ruolo fino alla conclusione della serie, nel 2013, ottenendo risalto mediatico, fino ad una nomination ai Primetime Emmy Awards. Nel 2006 recita nell'horror Slither, seguito dalle commedie Blades of Glory - Due pattini per la gloria e I fratelli Solomon. Nel 2007 interpreta la moglie di John C. Reilly in Walk Hard - La storia di Dewey Cox, mentre nel 2008 lavora nuovamente con Reilly in The Promotion. Nel 2011 partecipa come co-protagonista al film Libera uscita, in cui recita accanto a Owen Wilson, Jason Sudeikis e Christina Applegate. Dal 2019 conduce un podcast online dedicato a The Office, assieme alla collega Angela Kinsey.

## Vita privata
Jenna Fischer si è sposata nel 2000 con il regista James Gunn, conosciuto attraverso il fratello di quest'ultimo, Sean. I due hanno divorziato nel 2008, pur restando in buoni rapporti. Nel 2010, l'attrice è convolata a nozze con il regista e sceneggiatore Lee Kirk. La coppia ha dato alla luce due figli, prima Weston nel 2011 (sugli schermi, la gravidanza dell'attrice è coincisa con la seconda del suo personaggio di The Office), e poi Harper Marie nel 2014.

## Filmografia

### Attrice

#### Cinema
- Channel 493, regia di Odin Valkar (1998)
- Born Champion, regia di Aron Schifman (1998)
- The Specials, regia di Craig Mazin (2000)
- Picking Up Chicks with Harland Williams, regia di Chris Hall – cortometraggio (2001)
- Les superficiales, regia di Peter Alton – cortometraggio (2002)
- Melvin Goes to Dinner, regia di Bob Odenkirk (2003)
- Doggie Tails, Vol.1:Lucky's First Sleep-Over, regia di Paul Moisio – cortometraggio (2003) – voce
- Employee of the Month, regia di Mitch Rouse (2004)
- The Women, regia di Rory Kelly – cortometraggio (2004)
- LolliLove, regia di Jenna Fischer (2004)
- I segreti per farla innamorare (Lucky 13), regia di Chris Hall (2005)
- 40 anni vergine (The 40 Year Old Virgin), regia di Judd Apatow (2005) - non accreditata
- Slither, regia di James Gunn (2006)
- Blades of Glory - Due pattini per la gloria (Blades of Glory), regia di Will Speck e Josh Gordon (2007)
- I fratelli Solomon (The Brothers Solomon), regia di Bob Odenkirk (2007)
- Walk Hard - La storia di Dewey Cox (Walk Hard: The Dewey Cox Story), regia di Jake Kasdan (2007)
- The Promotion, regia di Steve Conrad (2008)
- Solitary Man, regia di Brian Koppelman e David Levien (2009)
- A Little Help, regia di Michael J. Weithorn (2010)
- Libera uscita (Hall Pass), regia di Peter e Bobby Farrelly (2011)
- The Giant Mechanical Man, regia di Lee Kirk (2012)
- Are You Here, regia di Matthew Weiner (2013)
- Kiss Me, regia di Jeff Probst (2014)
- It's Okay, regia di Tamar Levine – cortometraggio (2014)
- Brad's Status, regia di Mike White (2017)
- Ore 15:17 - Attacco al treno (The 15:17 to Paris), regia di Clint Eastwood (2018)
- Mean Girls, regia di Arturo Perez Jr e Samantha Jayne (2024)

#### Televisione
- Spin City – serie TV, episodio 5x23 (2001)
- Undeclared – serie TV, 1 episodio (2001)
- Off Centre – serie TV, 1 episodio (2002)
- Le cose che amo di te (What I Like About You) - serie TV, episodio 1x08 (2002)
- Rubbing Charlie, regia di Adam Bernstein – film TV (2003)
- Squadra Med - Il coraggio delle donne (Strong Medicine) – serie TV, episodio 4x11 (2003)
- Miss Match – serie TV, 1 episodio (2003)
- Cold Case - Delitti irrisolti (Cold Case) – serie TV, episodio 2x02 (2004)
- That '70s Show – serie TV, episodio 7x12 (2005)
- Six Feet Under – serie TV, episodi 5x01-5x02 (2005)
- The Office – serie TV, 188 episodi (2005-2013)
- Dan Vs. – serie animata, 1 episodio (2012) – voce
- Ten X Ten – miniserie TV, regia di Neil LaBute (2014)
- Newsreaders – serie TV, 1 episodio (2015)
- You, Me and the Apocalypse – miniserie TV, 10 puntate (2015)
- The Mysteries of Laura – serie TV, 3 episodi (2016)
- The Grinder – serie TV, 1 episodio (2016)
- Papà a tempo pieno (Man with a Plan) – serie TV, episodio 1x01 (2016)
- Splitting Up Together – serie TV, 26 episodi (2018-2019)
- Threat Level Midnight: The Movie, regia di Tucker Gates – cortometraggio TV (2019)

#### Podcast
- Office Ladies – podcast (2019-in corso)

### Sceneggiatrice e regista
- LolliLove (2004)

## Premi e riconoscimenti
- Primetime Emmy Awards
  - 2007 – Candidatura a Miglior attrice non protagonista in una serie comica per The Office
- Screen Actors Guild Award
  - 2007 – Miglior cast in una serie comica per The Office
  - 2008 – Miglior cast in una serie comica per The Office
  - 2009 – Candidatura a Miglior cast in una serie comica per The Office
  - 2010 – Candidatura a Miglior cast in una serie comica per The Office
  - 2011 – Candidatura a Miglior cast in una serie comica per The Office
- Teen Choice Awards
  - 2009 – Candidatura a Miglior attrice in una serie comica per The Office
- St. Louis International Film Festival
  - 2004 – Premio Screen Actors Guild Emerging Actor per LolliLove
  - 2010 – Premio Outstanding Achievement in Film
- TromaDance Film Festival
  - 2005 – Premio Independent Soul per LolliLove

## Doppiatrici italiane
Nelle versioni in italiano delle opere in cui ha recitato, Jenna Fischer è stata doppiata da:
- Ilaria Latini in Cold Case - Delitti irrisolti, Splitting Up Together, The Mysteries of Laura
- Emanuela D'Amico in The Office
- Selvaggia Quattrini in Blades of Glory
- Laura Lenghi in Solitary Man
- Tatiana Dessi in Walk Hard - La storia di Dewey Cox
- Tiziana Avarista in Libera uscita
- Stella Musy in Ore 15:17 - Attacco al treno